# Trade Centre 2
Trade Centre 2 (in arabo المركز التجاري الثانية‎?), o Trade Center Second, anche conosciuto come Dubai Financial Centre, è un quartiere (o comunità) di Dubai, negli Emirati Arabi Uniti. Si trova nell'area centrale di Bur Dubai.

## Territorio
Il territorio si sviluppa su un'area di 1,4 km² sul lato orientale della Sheikh Zayed Road (anche conosciuta come E11), fra la rotonda del Trade Center a nord e lo svincolo di Al Safa Road/Financial Centre Road (rotonda della Difesa) verso Downtown Dubai a sud.
Questo quartiere ha una vocazione prettamente finanziaria e commerciale ed è costituito quasi interamente da grattacieli che ospitano hotel e uffici di grandi aziende e multinazionali, residenze di lusso, banche e centri commerciali, che costituiscono, insieme al quartiere gemello Trade Center 1, un insieme unico. Una strada locale, la 15th Street, collega i due quartieri passando sotto la Sheikh Zayed Road.
Importanti punti di riferimento nel Trade Center 2 includono (da nord a sud): 
- Dubai World Trade Centre;[4]
- World Trade Center Residences;[5]
- Emirates Towers (anche conosciute come Jumeirah Emirates Towers);[6]
- The Tower (anche conosciuta come Union Properties Tower);[7]
- Al Yaqoub Tower;
- Capricorn Tower;[8]

- Al Rostamani Maze Tower;
- Al Saqr Business Tower;[9]
- Jumeira Tower;[10]
- Ahmed Abdul Rahim Al Attar Tower (anche nota come Gevora Hotel), che alla data (ottobre 2022) è l'hotel più alto del mondo;[11]
- Rose Tower;
- 21st Century Tower;
- Rolex Tower;[12]
- Angsana Towers ovvero le 2 torri che ospitano il Carlton Hotels e Carlton Suites;[13]
- Dusit Thani Hotel.[14]

L'area contiene anche edifici e strutture destinate ad ospitare eventi commerciali, culturali e sportivi:
- Centro congressi internazionale di Dubai (Dubai International Exhibition and Convention Centre), dotato di otto sale espositive, sale per banchetti e conferenze, aree di ristoro, molteplici sale riunioni attrezzate e una Arena in grado di ospitare oltre 10.000 persone, per un totale di 111.000 m2 di area espositiva.[15]
- Museo del futuro (Museum of the Future), aperto nel 2022, è il più grande museo degli Emirati, con l'obiettivo di fornire uno spazio espositivo per ideologie, servizi e prodotti innovativi e futuristici.[16]

Il quartiere è servito dalla Linea Rossa delle Metropolitana di Dubai, che attraversa tutto il quartiere scorrendo su un viadotto che segue il percorso della Sheikh Zayed Road. Lungo il tragitto ci sono tre fermate  nelle stazioni chiamate: World Trade Centre, Emirates Towers e Financial Centre, che sono accessibili tanto dal lato occidentale del  Trade Centre 1 che dal lato orientale del  Trade Centre 2.